# Akira Nakai

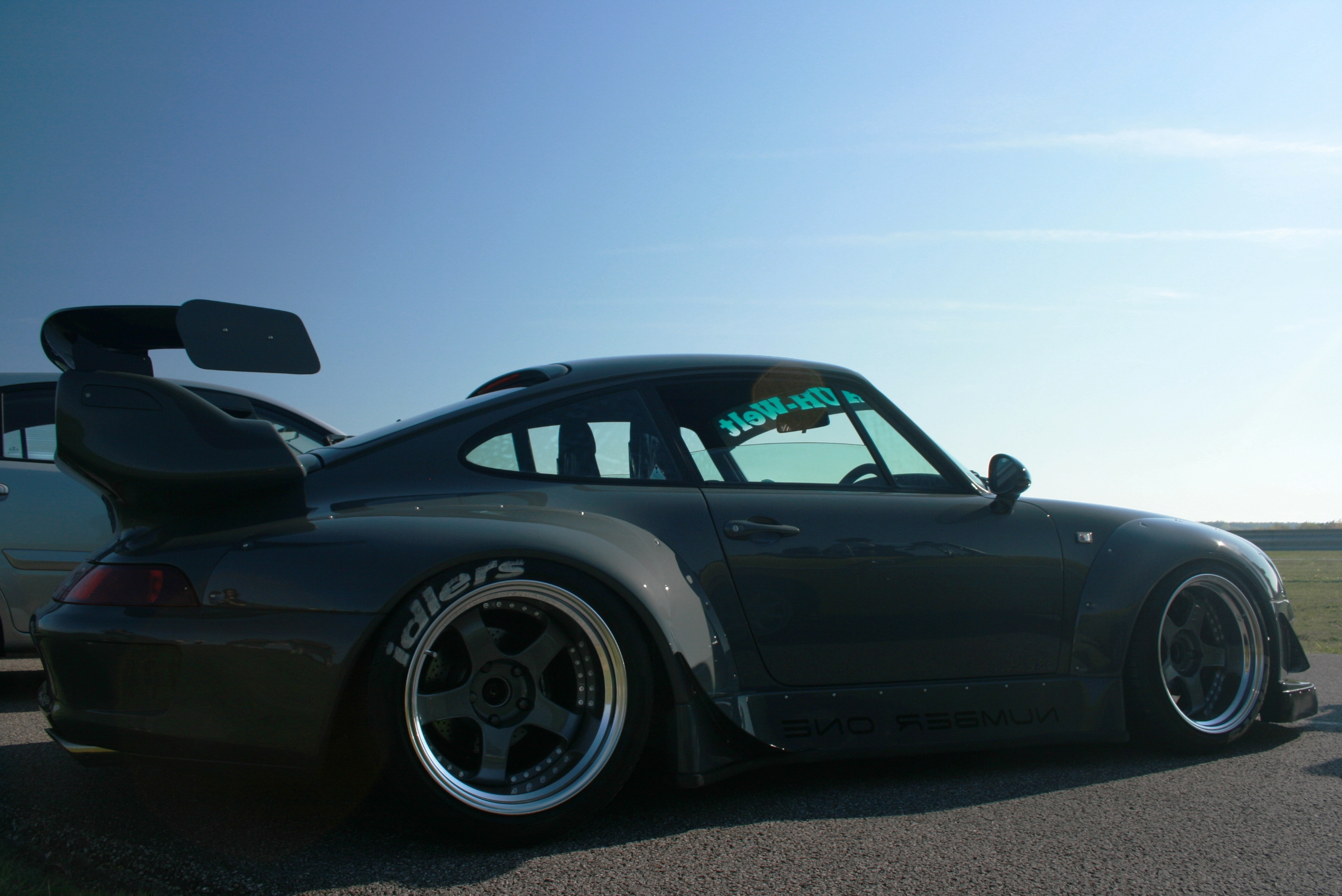
Einer von Nakais modifizierten Porsches mit einem RWB-spezifischem Doppelflügel.

Akira Nakai ist ein japanischer Autotuner und Gründer des Porsche-Tuningunternehmens Rauh-Welt Begriff (RWB), der sich auf die Entwicklung und den Einbau von individuellen Breitbau-Kits für klassische Porsche-Modelle spezialisiert hat. Frühere Exemplare trugen einen Aufkleber "Sekund Entwicklung" auf der Rückseite, der später in "Zweite Entwicklung" geändert wurde, um diesen Übersetzungsfehler zu korrigieren.

## Leben und Karriere
Nakais Karriere begann in einer Drift-Crew namens Rough World, in der er an einem Trueno AE86 arbeitete und die Grenzen dessen auslotete, was das Auto aushalten konnte. Während seiner Arbeit in einer Karosseriewerkstatt begann er, an Porsches zu arbeiten, und als er auf einen beschädigten Porsche 930 stieß, den er dem ursprünglichen Besitzer abkaufte, wurde daraus der erste RWB-Porsche, der in den späten 90er Jahren nach seinem Lieblingsbier Stella Artois benannt wurde. Seine Leidenschaft und sein Interesse für Porsche in Kombination mit seinem individuellen Stil, die Fahrzeuge einzeln in Handarbeit zu modifizieren und anzupassen, brachte Nakai dazu, seinen von Stella Artois inspirierten Porsche und viele ähnliche Projekte umzusetzen.

### Unternehmen
Später gründete Nakai seine eigene Firma namens Rauh-Welt Begriff (RWB) und wurde bekannt für die Modifikation von Porsches mit teilweise extremen Karosserieumbauten. Zu seinen üblichen Modifikationen gehören eine neue Frontstoßstange, Heckstoßstange, Seitenschweller, Radhäuser und Spoiler. Weitere mögliche Optionen sind neue Radkästen, Kotflügel in verschiedenen Breiten, Anpassungen an der Aufhängung und kleinere, optische Ergänzungen wie Canards und spezielle Nieten. Die Spurweite der "RWB"-Porsche wird häufig verbreitert. Die Umbauten von Nakai und seiner Firma haben mittlerweile Kultstatus erreicht und die Ästhetik wird oft als einzigartig bezeichnet.

### Kooperation
Fans von Autos als auch von Videospielen waren begeistert, als Nakai 2015 im Spiel Need for Speed und in vielen Zwischensequenzen des Games als "Build Icon" auftrat, ein Vorbild für andere Charaktere und den Spieler selbst, um in seine Fußstapfen des Autotunings und der Fahrzeugveredelung zu treten. Die von ihm entworfenen und gebauten Widebody-Kits konnten von den Spielern für ausgewählte Porsche-Modelle verwendet werden und sein Porsche 911 Turbo "Stella Artois" kann im Spiel erworben werden.

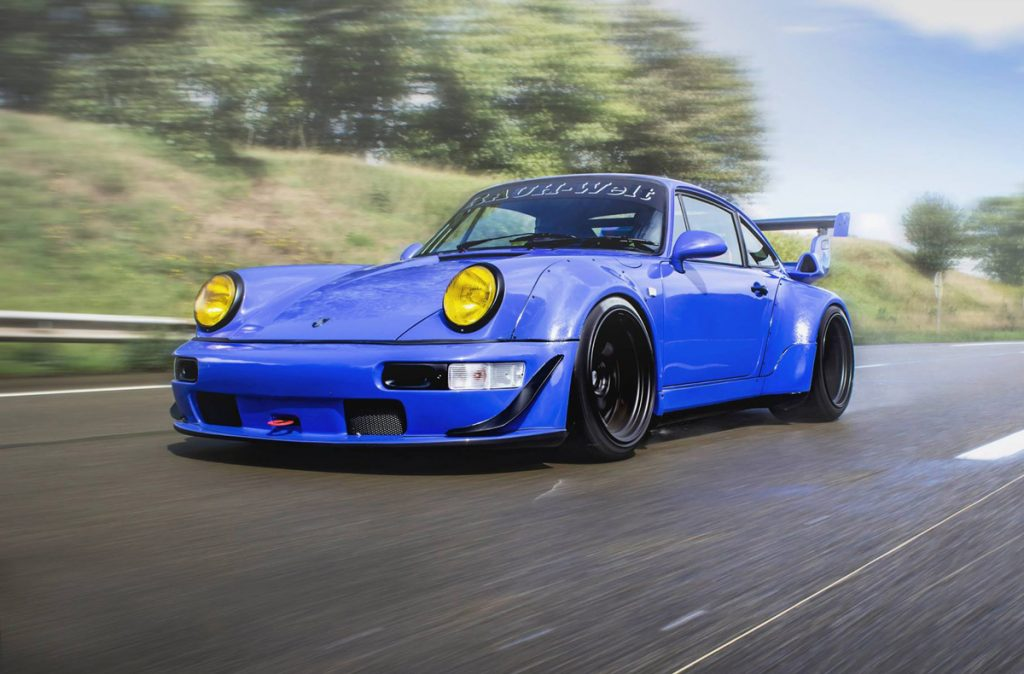
Einer der modifizierten Porsche von Nakai, der RWB Champagne, benannt nach dem Ort in Frankreich, an dem er gebaut wurde.
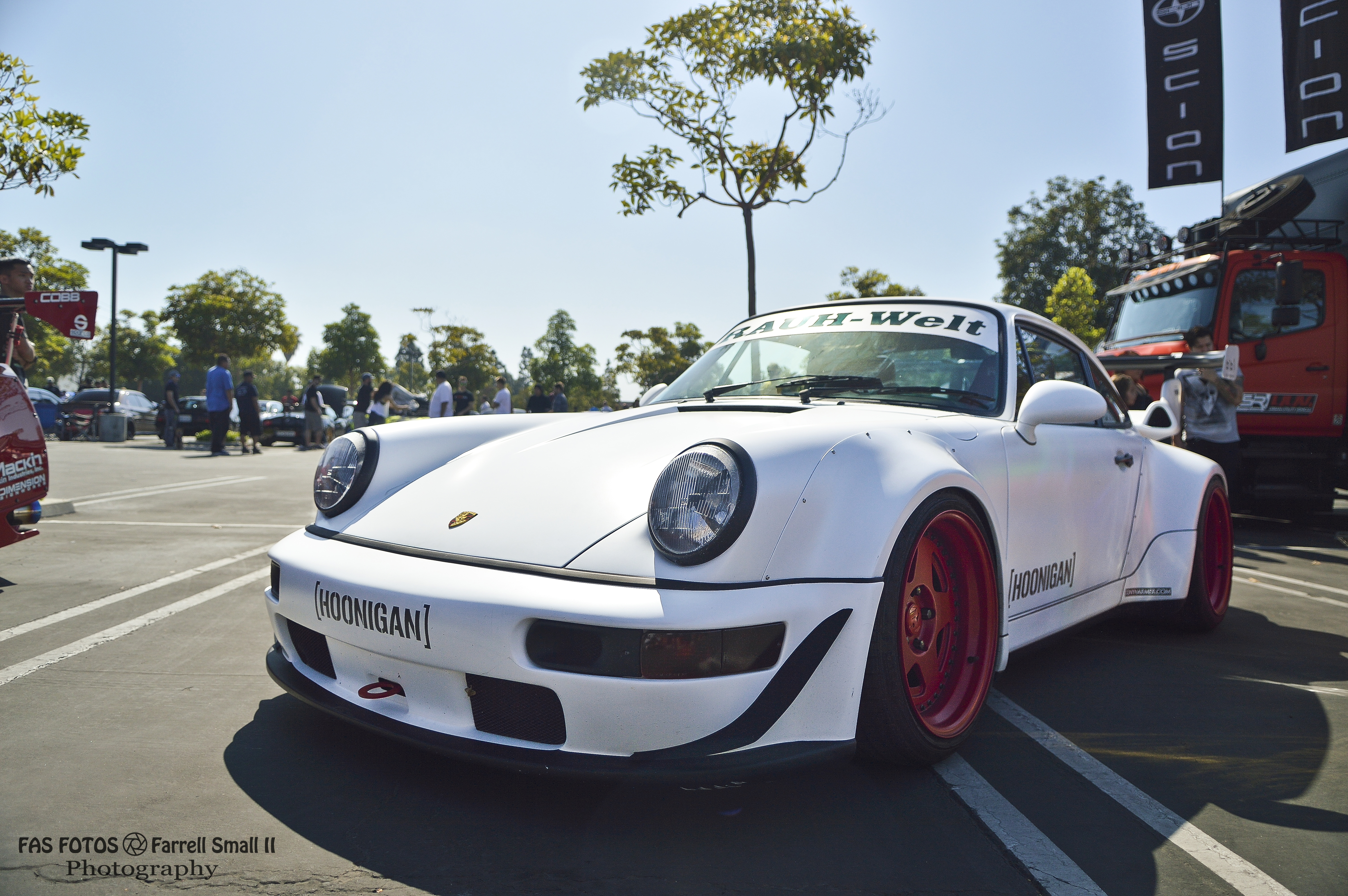
RWB Hoonigan, basierend auf einem Porsche 964 und gebaut für Brian Scotto, den Mitbegründer von Hoonigan.
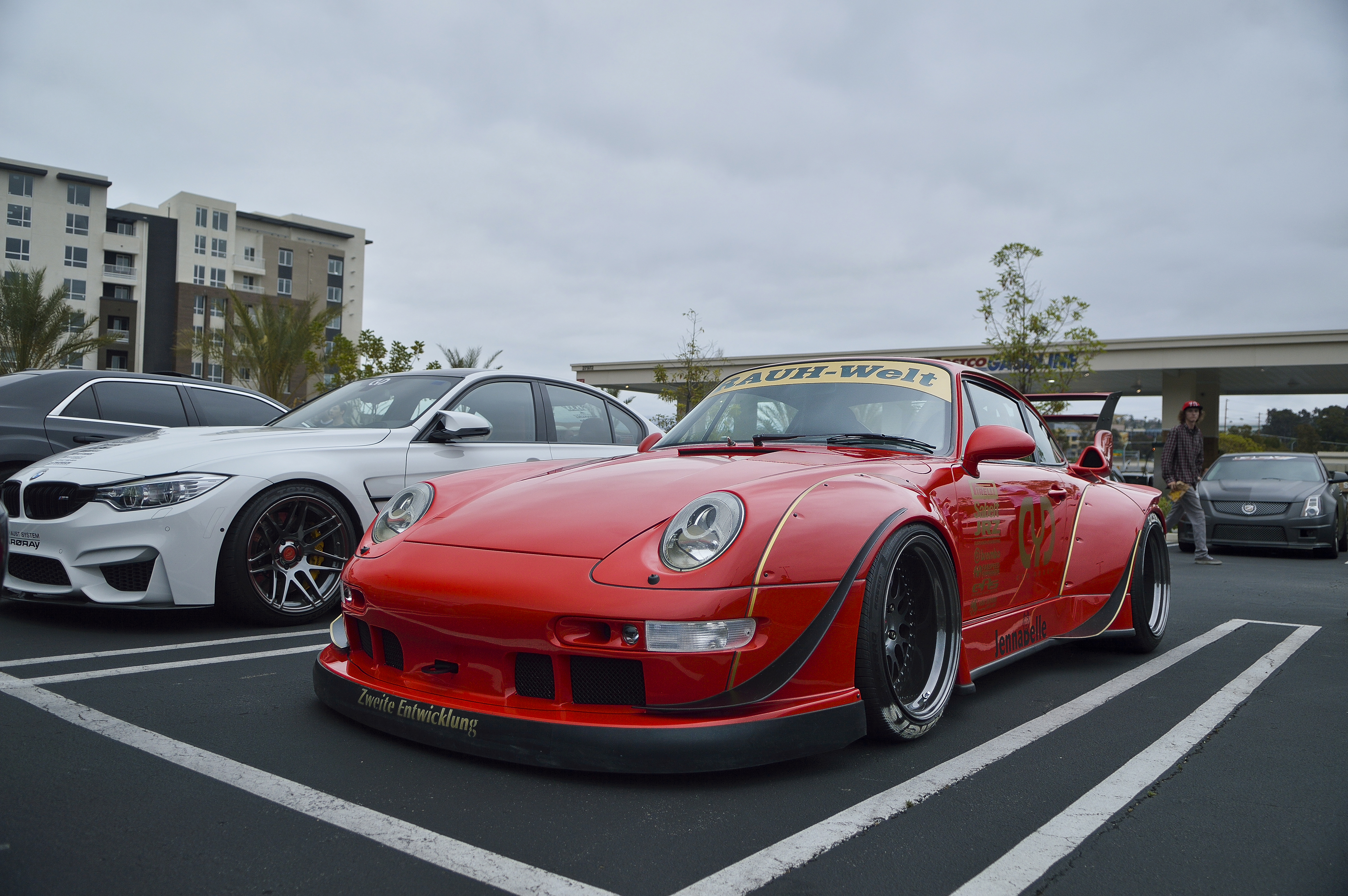
Ein weiteres RWB-Projekt, basierend auf einem Porsche 993
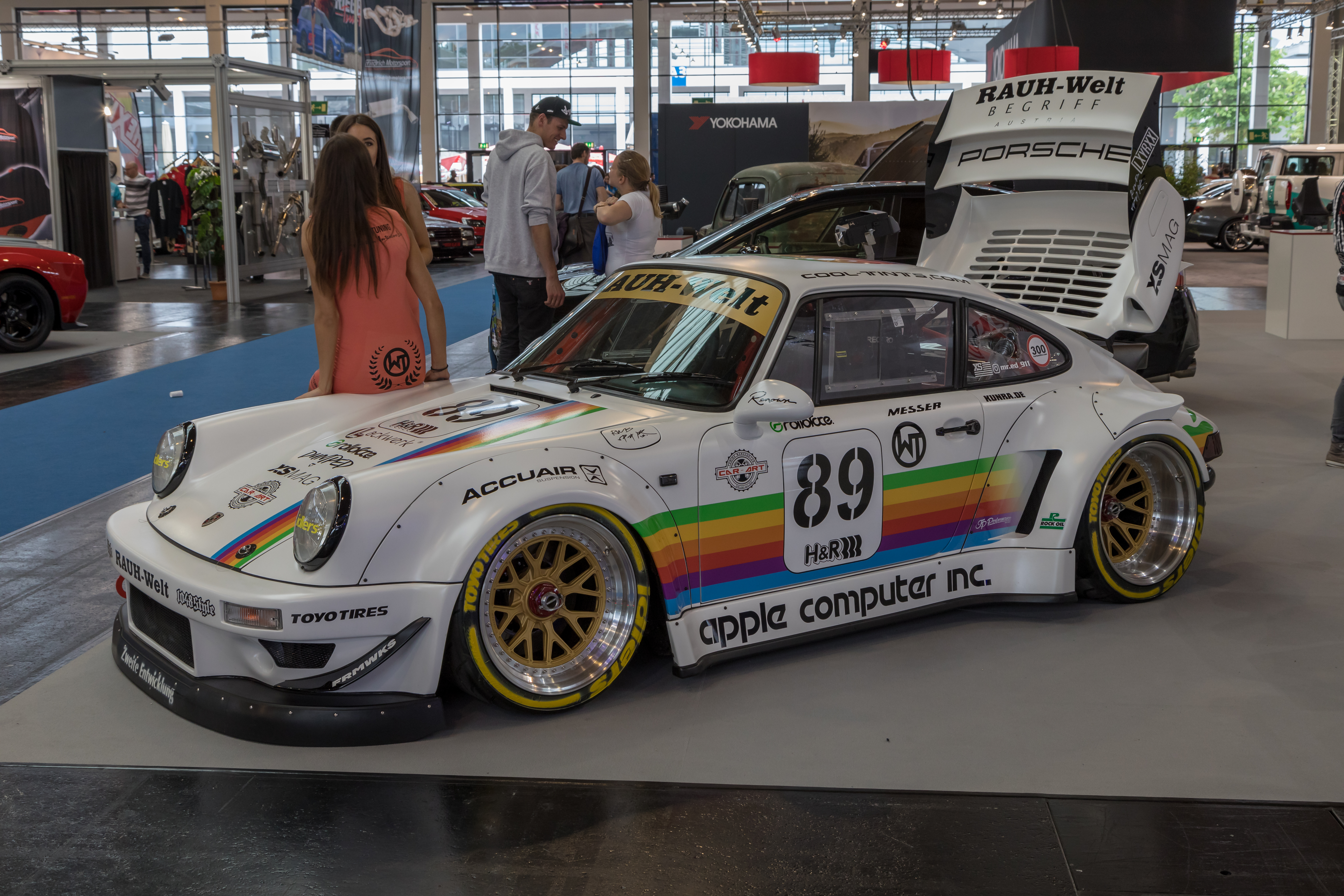
RWB Porsche 964 mit einer Tribut-Lackierung an einen Porsche 935 gesponsert von Apple, der 1980 Rennen fuhr